# Environment online
Environment Online (har förkortningen ENO) är ett globalt skolnät via internet för hållbar utveckling som upprättades år 2000 i Finland. Åldern på eleverna är från 12–18 år gamla. 
Miljöfrågor studeras under hela läsåret och kampanjer arrangerades samtidigt runt om i världen. Över 10 000 skolor från 150 länder har deltagit sedan starten. ENO-programmet samordnas och upprätthålls av ENO programmet som har säte i staden Joensuu, Finland. Skolor har gjort konkreta gärningar för miljön som planterade fem miljoner träd hittills. ENO har vunnit flera internationella utmärkelser och priser. De har bland annat varit finalist i Stockholm Challenge Awards 2008.
Programmet samarbetar med bland annat Unesco och UNEP. Margot Wallström har stöttat programmet, och även andra kända personer som till exempel Jane Goodall och Drottning Noor av Jordanien.